# Désiré Tsarahazana
Désiré Tsarahazana (13 de junio de 1954) es un cardenal católico malgache. Arzobispo de Toamasina (Madagascar).

## Biografía
Ordenado sacerdote el 28 de septiembre de 1986, fue consagrado obispo el 18 de febrero de 2001. En 2010 fue nombrado arzobispo de Toamasina en Madagascar.
El 20 de mayo de 2018 fue nombrado cardenal por el papa Francisco, siendo creado cardenal en el consistorio celebrado en la Ciudad del Vaticano el 28 de junio del mismo año.
El 25 de marzo de 2019 fue nombrado miembro de la Congregación para la Educación Católica ad quinquennium.
El 7 de agosto de 2023 fue confirmado como miembro de la Sección para la primera evangelización y las nuevas iglesias particulares del Dicasterio para la Evangelización, ad aliud quinquennium.